# Dom i sviet
Dom i sviet bio je prvi hrvatski ilustrirani list za zabavu, pouku i vijesti o dnevnim događajima, javnom i društvenom životu, umjetnosti i znanosti, trgovini i obrtu, glazbi, kazalištu i modi. Izlazio je dvotjedno (svakog 1. i 15. u mjesecu) u Zagrebu od 1. siječnja 1888. do 1923. g. u nakladi knjižare L. Hartmana (S. Kugli & Deutsch).